# Phasicnecus labda
Phasicnecus labda är en fjärilsart som beskrevs av Druce 1887. Phasicnecus labda ingår i släktet Phasicnecus och familjen Eupterotidae. Inga underarter finns listade i Catalogue of Life.